# Saint-Sulpice-les-Champs
Saint-Sulpice-les-Champs  es una comuna (municipio) de Francia, en la región de Lemosín, departamento de Creuse, en el distrito de Aubusson. Es la cabecera y mayor población del cantón de su nombre.
Su población en el censo de 1999 era de 366 habitantes.
Está integrada en la Communauté de communes Du Pays Creuse Thaurion Gartempe.

## Demografía
| 461 | 469 | 446 | 406 | 395 | 366 |
| Para los censos de 1962 a 1999 la población legal corresponde a la población sin duplicidades (Fuente: INSEE [Consultar]) |     |     |     |     |     |